# Kurt Bröhl
Kurt Bröhl (* 13. Juni 1932 in Köln; † 11. Mai 2019 in Hürth) war ein deutscher Kommunalpolitiker. Von 1974 bis 1975 war er Bürgermeister der Stadt Erftstadt.

## Kommunalpolitik
Kurt Bröhl war seit 1956 Mitglied der SPD. Er war Vorsitzender des SPD-Distrikts in Köln-Ehrenfeld. Seit Mitte der 1960er Jahre engagierte er sich in Erftstadt, vornehmlich im gemeinnützigen Bauverein. Von 1997 bis 2010 war er dessen Vorsitzender. 14 Jahre lang – von 1969 bis 1983 – gehörte er dem Erftstädter Stadtrat an. Zudem war er Abgeordneter des Kreistags Euskirchen und des Erftkreises. Von 1969 bis 1974 war er Mitglied der Landschaftsversammlung Rheinland.
Am 24. Mai 1974 wurde er als Nachfolger von Werner Tiemanns der 3. Bürgermeister von Erftstadt. Dieses Amt hatte er ein Jahr lang inne, nämlich bis zum 22. Mai 1975, wonach er von Erich Schramm abgelöst wurde. Für seine Verdienste wurde er mit dem Ehrenring des Kreises und 1985 mit der Carl-Schurz-Medaille ausgezeichnet.
2019 verstarb Kurt Bröhl. Er wurde auf dem Liblarer Friedhof beigesetzt.